# Хлорид молибдена(IV)
Хлорид молибдена(IV) — неорганическое соединение, соль металла молибдена и соляной кислоты с формулой MoCl4,
коричневые кристаллы,
разлагается в воде.

## Получение
- Нагревание оксида молибдена(VI) с хлором, растворенным в тетрахлорметане:

{\displaystyle {\mathsf {MoO_{2}+CCl_{4}\ {\xrightarrow {250^{o}C,Cl_{2}}}\ MoCl_{4}+CO_{2}}}}
- Разложение (диспропорционирование) при нагревании хлорида молибдена(III):

{\displaystyle {\mathsf {2MoCl_{3}\ {\xrightarrow {T}}\ MoCl_{2}+MoCl_{4}}}}
- Реакция между хлоридом молибдена(V) и хлоридом молибдена(III) при повышенной температуре:

{\displaystyle {\mathsf {MoCl_{5}+MoCl_{3}\ {\xrightarrow {400^{o}C}}\ 2MoCl_{4}}}}

## Физические свойства
Хлорид молибдена(IV) образует коричневые кристаллы, легко сублимирует в жёлтые пары́.
Гигроскопичен.
Растворяется в этаноле.
Разлагается в воде и диэтиловом эфире.

## Химические свойства
- Разлагается при нагревании в сухой инертной атмосфере:

{\displaystyle {\mathsf {2MoCl_{4}\ {\xrightarrow {T}}\ MoCl_{3}+MoCl_{5}}}}
- Разлагается при нагревании во влажном воздухе:

{\displaystyle {\mathsf {2MoCl_{4}+O_{2}+2H_{2}O\ {\xrightarrow {T}}\ 2MoO_{2}Cl_{2}+4HCl}}}
- Легко гидролизуется и при этом диспропорционирует:

{\displaystyle {\mathsf {2MoCl_{4}+H_{2}O\ {\xrightarrow {}}\ MoCl_{3}+MoOCl_{3}+2HCl}}}